# Antonius Divitis
Antonius Divitis, znany także Davtiz, De Rycke lub Antoine Le Riche (ur. ok. 1475 w Leuven, zm. po 1526) – flamandzki kompozytor.

## Życiorys
Od 1501 roku był nauczycielem śpiewu w chórze chłopięcym przy katedrze w Brugii, tam też w 1502 roku otrzymał święcenia kapłańskie. Na początku 1504 roku wyjechał do Zelandii, następnie w latach 1504–1505 uczył śpiewu przy katedrze św. Rumolda w Mechelen. Od 1505 do 1506 roku był członkiem kapeli Filipa I Pięknego, wraz z którą podróżował po Hiszpanii. Później, od około 1515 roku, był członkiem kapeli nadwornej króla Francji.

## Twórczość
Należał do naśladowców Josquina des Prés. Z jego twórczości zachowały się cztery msze 4-głosowe, z czego trzy w stylu missa parodia (Quem dicunt homines, Gaude Barbara, Si dedero, Missa pro fidelibus defunctis), pojedyncze części mszalne na 2, 3 i 6 głosów, trzy lub cztery magnificaty 4-głosowe, dwie części z magnificatu 2-głosowego, sześć lub siedem motetów 2-, 3- i 5-głosowych, jedno chanson 5-głosowe.